# この手が奇跡を選んでる
「この手が奇跡を選んでる」（このてがきせきをえらんでる）は、2014年2月26日にランティスから発売されたオムニバスのシングル。

## 概要
表題曲「この手が奇跡を選んでる」は3つのバージョンともに、テレビアニメ『咲-Saki- 全国編』のエンディングテーマとして使用された。ジャケットには、各校の大将が描かれている。
CDジャーナルは「ギャンブルを連想しづらい萌え萌えなポップ・ソングだが、歌詞には麻雀用語がたっぷり」と評価している。

## シングル収録内容
| 全作詞・作曲・編曲: ZAQ。 |                                               |           |            |              |      |
| #                         | タイトル                                      | 作詞      | 作曲・編曲 | 歌手         | 時間 |
| 1.                        | 「この手が奇跡を選んでる」(宮守女子高校 Ver.) | ZAQ       | ZAQ        | 宮守女子高校 | 4:12 |
| 2.                        | 「この手が奇跡を選んでる」(永水女子高校 Ver.) | ZAQ       | ZAQ        | 永水女子高校 | 4:12 |
| 3.                        | 「この手が奇跡を選んでる」(姫松高校 Ver.)     | ZAQ       | ZAQ        | 姫松高校     | 4:12 |
| 4.                        | 「この手が奇跡を選んでる」(Instrumental)      | ZAQ       | ZAQ        |              | 4:10 |
| 合計時間:                 | 合計時間:                                     | 合計時間: | 16:46      |              |      |